# (3237) Victorplatt
(3237) Victorplatt (1984 SA5) – planetoida z pasa głównego asteroid okrążająca Słońce w ciągu 5,24 lat w średniej odległości 3,02 au. Odkryta 25 września 1984 roku.